# Койпаса
Койпа́са (исп. Lago Coipasa) — высокогорное бессточное солёное озеро в западной части плато Альтиплано в провинции Атауальпа (департамент Оруро, Боливия). Высота над уровнем моря — 3665 м.
Озеро округлой формы, имеет примерные размеры 27 на 29 километров, площадь 806 км², максимальная глубина 3,5 метра. Собственно озеро занимает северо-восточную часть одноимённого солончака (второй по величине солончак в мире), «жемчужиной» которого является вулканический конус Серро-Вилла-Пукарани (абсолютная высота — 4920 м, относительная — 1253 м), также в непосредственной близи от озера находится стратовулкан Тата-Сабая (абсолютная высота — 5430 м). Впадающая в Койпаса река — Лаука. В 20 километрах к юго-востоку от Койпаса находится солончак Уюни — крупнейший солончак в мире. Вдоль северо-западного берега озера проходит важная автодорога № 15, связывающая населённые пункты Уара (Чили) и Оруро (Боливия). По берегам озера селятся тысячи фламинго. Чуть севернее озера расположена деревня Чипайя. Ряд учёных предполагает, что озеро Койпаса и некоторые другие близлежащие схожие по типу озёра несколько тысяч лет являлись одним большим озером, которому они дали название Оуки.